# Nattapoom Maya
Nattapoom Maya (thailändisch ณัฐภูมิ มายา, * 5. Dezember 1991), auch als Fin bekannt, ist ein thailändischer Fußballspieler.

## Karriere
Nattapoom Maya spielte bis 2017 beim Phuket FC. Der Club aus Phuket spielte in der vierten Liga des Landes, der Thai League 4, in der Eastern Region. 2018 wechselte er nach Prachuap, wo er sich dem Erstligaaufsteiger PT Prachuap FC anschloss. Für Prachuap absolvierte er in der Hinrunde 2018 ein Spiel in der ersten Liga, der Thai League. Nach der Hinrunde ging er zum Ayutthaya FC. Mit Ayutthaya spielte er in der dritten Liga, der Thai League 3, in der Upper-Region. Lampang FC, ein Zweitligist aus Lampang, nahm ihn 2019 unter Vertrag. Für Lampang absolvierte er 16 Spiele in der Thai League 2 und schoss dabei sieben Tore. Anfang 2020 wurde er vom Erstligaabsteiger Chiangmai FC aus Chiangmai unter Vertrag genommen. Von dort ging er ein halbes Jahr später weiter zum Drittligisten Nakhon Si United FC. Mit dem Klub spielte er in der Southern Region der Liga. Am Ende der Saison 2021/22 feierte er mit dem Verein aus Nakhon Si Thammarat die Vizemeisterschaft der Region. Als Vizemeister nahm er an der National Championship der dritten Liga teil. Hier belegte man den dritten Platz und stieg in die zweite Liga auf. Die Saison 2023/24 wurde er mit dem Verein Tabellenfünfter und qualifizierte sich somit für die Aufstiegsspiele zur ersten Liga. Hier konnte man sich jedoch nicht gegen den Rayong FC durchsetzen und verblieb in der zweiten Liga. Nach 61 Ligaspielen, in denen er sechs Treffer erzielte, wurde sein Vertrag im Sommer 2024 nicht verlängert. Im Juni 2024 nahm ihn der Zweitligist Chanthaburi FC unter Vertrag. Nach sieben Zweitligaspielen für den Verein aus Chanthaburi wurde sein Vertrag im Januar 2025 nicht verlängert. Im Januar 2025 verpflichtete ihn der Drittligist Navy FC. Mit dem Verein aus Sattahip spielt er in der Eastern Region der Liga. Am Ende der Saison 2024/25 feierte er mit dem Verein die Meisterschaft der Region. In den Aufstiegsspielen zur zweiten Liga konnte man sich jedoch nicht durchsetzten. Nach sieben Ligaspiel wurde sein Vertrag im Sommer 2025 nicht verlängert. Im August 2025 unterschrieb er einen Vertrag bei dem in der Western Region spielenden Drittligisten Saraburi United FC.

## Erfolge
Nakhon Si United FC
- Thai League 3 – South: 2021/22 (Vizemeister)
- National Championship: 2021/22 (3. Platz)  ▲

Navy FC
- Thai League 3 – East: 2024/25